# Pluot

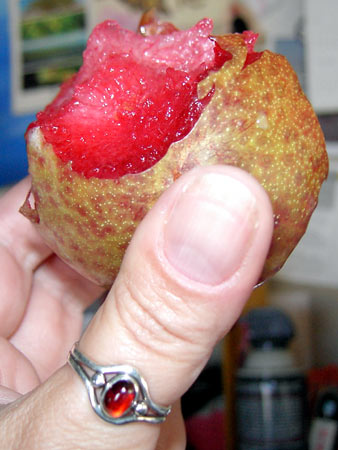
Il Pluot

Pluot è il nome commerciale attribuito ad un gruppo di cultivar di un ibrido realizzato alla fine del XX secolo da Floyd Zaiger della Zaiger's Genetics. Viene anche chiamato "uovo di dinosauro". 
La pianta è una drupacea ottenuta da una ibridazione multipla composta per tre quarti dal susino e per un quarto dall'albicocco. L'aspetto esteriore del frutto è quello di una susina. Ha un sapore molto dolce ed è ricco di provitamina A.
Il nome dell'ibrido deriva dalla crasi fra plum (in inglese, "prugna", susina), e apricot ("albicocca"). Attualmente è in commercio nei mercati ortofrutticoli statunitensi. 
La stampa italiana, nel riportare la notizia, ha coniato il nome di prugnocca. Va tuttavia specificato che il nome italiano è inappropriato e deriva da un puro artificio privo di validità, dal momento che è prassi che il nome vero delle varietà, delle cultivar e degli ibridi è quello proposto e registrato dal costitutore genetico.